# 맨데이트 픽처스
맨데이트 픽쳐스(Mandate Pictures)는 할리우드의 영화 제작사이다. 2005년 조 드레이크와 네이선 커하너가 설립한 회사이다. 2007년에 라이언스게이트에 인수되었다.

## 작품 리스트
- 호스맨 (The Horseman) (2009)
- 닉과 노라의 인피니트 플레이리스트 (Nick and Norah's Infinite Playlist) (2008)
- 노크: 낯선 자들의 방문 (The Stranger) (2008)
- 해롤드와 쿠마2: 관티나모로부터의 탈출 (Harold & Kumar Escape from Guantanamo Bay)(2008)
- 마고리엄의 장난감 백화점 (Mr. Magorium's Emporium) (2007)
- 주노 (Juno) (2007)
- 스트레인저 댄 픽션 (Stranger than Fiction) (2006)
- 내니 맥피 - 우리 유모는 마법사 (Nanny McPhee)(2005)